# Václav Materna
Václav Materna (6. září 1888 Praha – 12. října 1941 Praha), byl český akademický malíř.

## Život
Václav Materna se narodil v Praze na Malé Straně v rodině učitele Václava Materny staršího. Zprvu studoval malířství na tehdejší Umělecko-průmyslové škole v Praze (UPŠ) a následně pokračoval ve studiu na pražské Akademii výtvarných umění u profesora Maxmiliána Pirnera. Po absolutoriu působil jako profesor kreslení na Českém vysokém učení technickém v Praze.

## Galerie

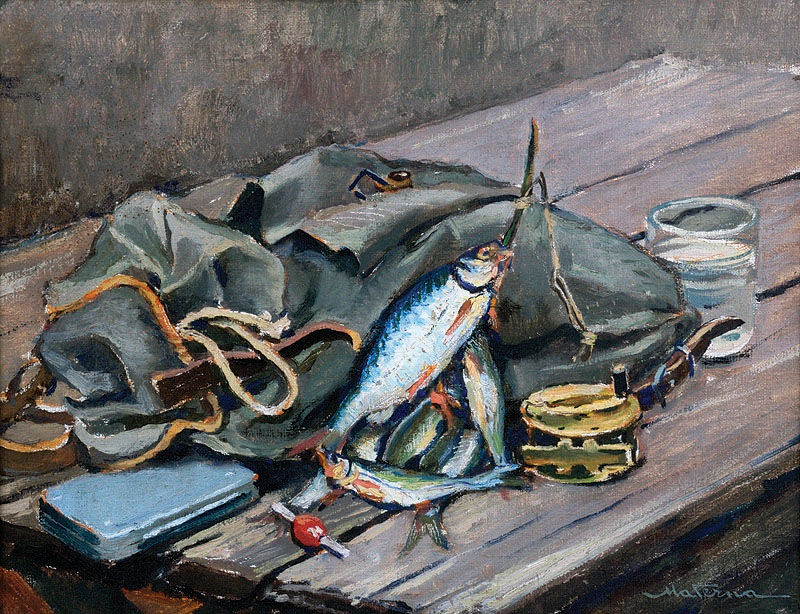
Zátiší s rybami
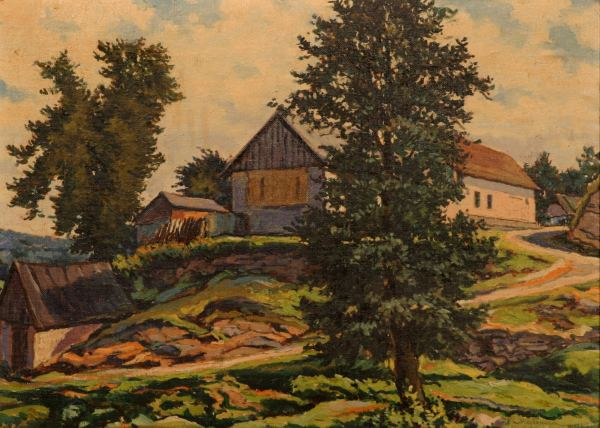
Statek na návrší
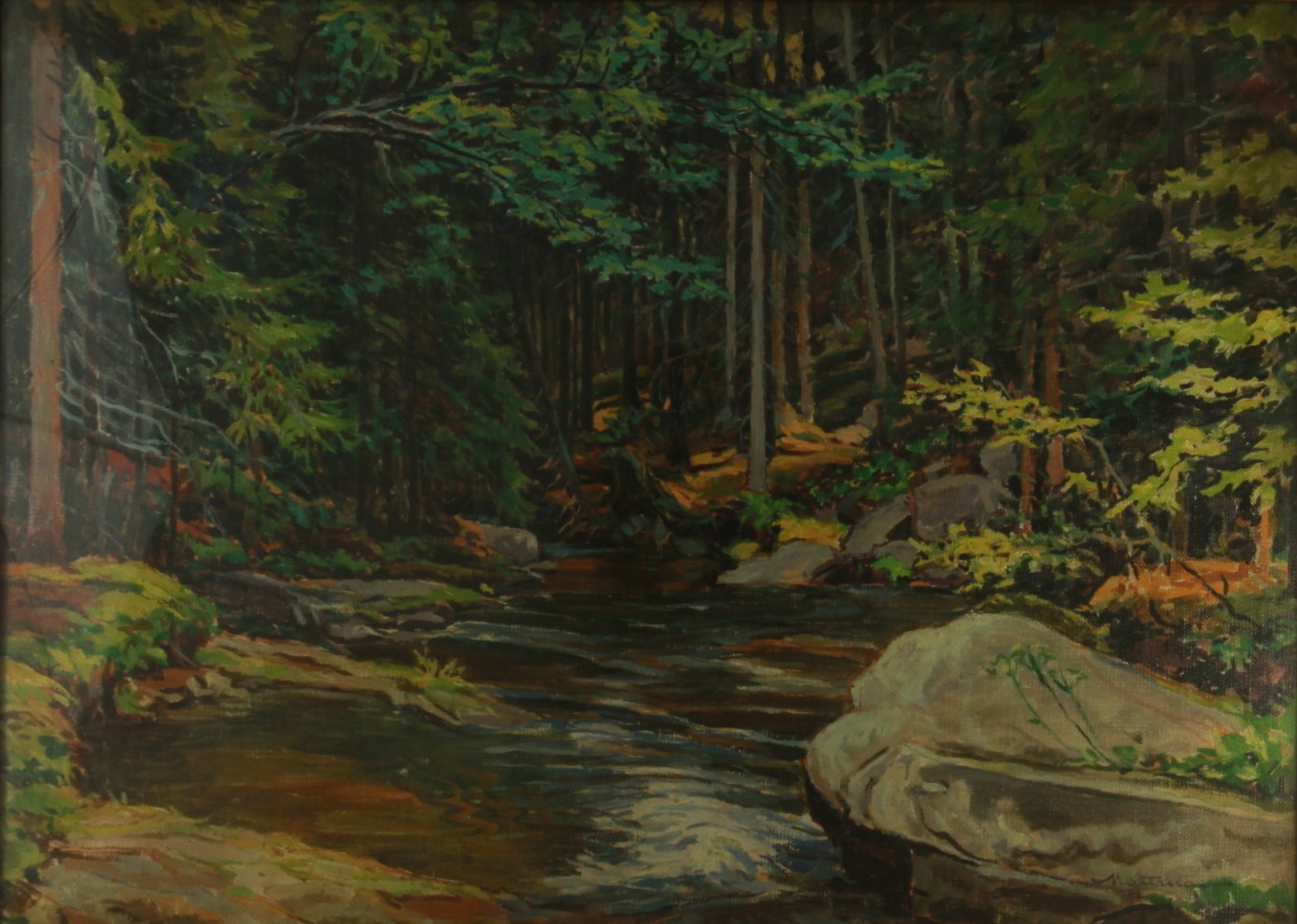
Lesní potok
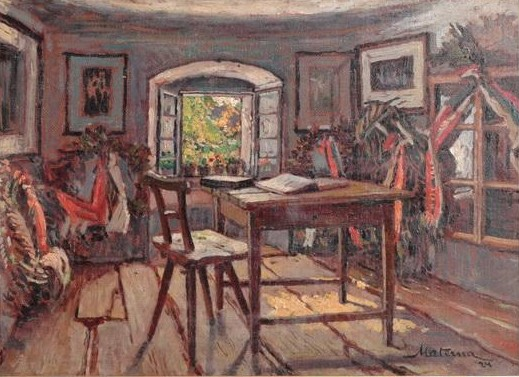
Husova světnička